# Christina Licciardi
Christina Licciardi (* 22. Juni 1981) ist eine US-amerikanische Schauspielerin.

## Leben
Licciardi debütierte 2004 in dem Spielfilm Nightshade als Schauspielerin. Es folgten ab 2008 mehrere Besetzungen in verschiedenen Kurzfilmen. Sie übernahm in mehreren sogenannten Low-Budget-Filmen die Rolle der Alice, 2015 in Avengers Grimm, 2016 in Villain Squad – Armee der Schurken und 2018 in Avengers Grimm 2 – Time Wars. Im selben Jahr übernahm sie die Rolle der Rachel Bennett im Katastrophenfilm Alien Siege – Angriffsziel Erde. 2020 war sie im Katastrophenfilm Apocalypse of Ice – Die letzte Zuflucht in der Rolle der Joe zu sehen.

## Filmografie (Auswahl)
- 2004: Nightshade
- 2008: Monsters (Kurzfilm)
- 2009: Annabelle Party (Kurzfilm)
- 2010: Axis (Fernsehfilm)
- 2010: Robert McAtee: Right Now is Forever (Kurzfilm)
- 2010: The Solicitor (Kurzfilm)
- 2010: Take Her Picture (Kurzfilm)
- 2014: The Treehouse
- 2015: Impasto One Night Only (Kurzfilm)
- 2015: Avengers Grimm
- 2016: Villain Squad – Armee der Schurken (Sinister Squad)
- 2017: The Fuzzy Crystals: Spinning (Kurzfilm)
- 2018: Avengers Grimm 2 – Time Wars (Avengers Grimm: Time Wars)
- 2018: Alien Siege – Angriffsziel Erde (Alien Siege)
- 2020: Apocalypse of Ice – Die letzte Zuflucht (Apocalypse of Ice)